# Аласания, Гиули Гивиевна
Гиули Гивиевна Аласания (груз. გიული გივის ასული ალასანია; род. 11 ноября 1946, Тбилиси) — советский и грузинский историк и тюрколог, специалист по средневековой культуре Грузии. Доктор исторических наук. Общественный деятель. Мать бывшего президента Грузии Михаила Саакашвили.

## Биография
Родилась в обычной семье в Тбилиси. Мать — врач, отец — инженер. Со стороны матери оба дедушки были репрессированы в 1937 году. В 1969 году окончила факультет востоковедения Тбилисского государственного университета, изучала историю Турции. Защитила кандидатскую и докторскую диссертации (последнюю — в 1986 году). В 1989—2006 годах работала в Институте истории и этнологии им. И. Джавахишвили (Тбилиси). «Классификация грузинских исторических источников», книга по материалам диссертации была издана на русском языке.
С 1990 года она является профессором Тбилисского государственного университета. Автор более 100 научно-исследовательских работ и около 10 монографий в области истории Грузии и Кавказа, истории грузинской культуры, национального самоопределения.
Профессор Г. Аласания — член Международного центра Низами Гянджеви, который был основан в 2012 году.
Она также является почётным членом Американской школы генеалогии, геральдики и документальных наук (США) и проректор Международного черноморского университета (Тбилиси).
В 2011 году награждена медалью Государственного комитета по проблемам семьи, женщин и детей.

### Личная жизнь
Муж Николоз (Николай) Саакашвили, отец Михаила и медик по образованию, ушёл из семьи незадолго до рождения сына или сразу же после него. Вторым браком Гиули сочеталась с Зурабом Кометиани (1934—2012) — председателем научного совета Института физиологии имени Бериташвили.